# Vincenzo Mannino
Vincenzo Mannino (Roma, 6 aprile 1930 – Roma, 1999) è stato uno sceneggiatore italiano.

## Biografia
Si laurea in giurisprudenza e nella prima metà degli anni '60 comincia a scrivere sceneggiature per il regista Alberto De Martino, suo compagno di università, realizzando con lui una decina di film. Nel 1973, con La polizia incrimina, la legge assolve, comincia una lunga collaborazione con lo sceneggiatore e produttore Gianfranco Clerici.
Dai primi lavori nel genere western all'italiana (Django spara per primo, 1966) si dedica anche al thriller (5 donne per l'assassino, 1974), l'horror (L'anticristo, 1974), il poliziottesco (Roma violenta, 1975) e la commedia (Io sto con gli ippopotami, 1979), toccando perfino il mondo movie (Nudo e crudele, 1984). Collabora, fra gli altri, con i registi Enzo G. Castellari, Umberto Lenzi, Lucio Fulci. Marino Girolami
Dai primi anni '90 si dedica quasi esclusivamente a scrivere fiction televisive e film per la TV.
Ha utilizzato gli pseudonimi Vincenzo Flamini, Vincent Mann, Vincent Mannino, Frank Walker, Vincent Walker, Frank Weller.

## Filmografia

### Cinema
- La rivolta dei sette, regia di Alberto De Martino (1964)
- 100.000 dollari per Ringo, regia di Alberto De Martino (1965)
- Django spara per primo, regia di Alberto De Martino (1966)
- Da Berlino l'apocalisse, regia di Mario Maffei (1967)
- Come rubare la corona d'Inghilterra, regia di Sergio Grieco (1967)
- Dalle Ardenne all'inferno, regia di Alberto De Martino (1967)
- La battaglia d'Inghilterra, regia di Enzo G. Castellari (1969)
- Femmine insaziabili, regia di Alberto De Martino (1969)
- Quei dannati giorni dell'odio e dell'inferno, regia di Siro Marcellini (1971)
- L'uomo dagli occhi di ghiaccio, regia di Alberto De Martino (1971)
- L'assassino... è al telefono, regia di Alberto De Martino (1972)
- Il consigliori, regia di Alberto De Martino (1973)
- La polizia incrimina, la legge assolve, regia di Enzo G. Castellari (1973)
- 5 donne per l'assassino, regia di Stelvio Massi (1974)
- L'anticristo, regia di Alberto De Martino (1974)
- Roma drogata la polizia non può intervenire, regia di Lucio Marcaccini (1975)
- Il giustiziere sfida la città, regia di Umberto Lenzi (1975)
- Roma violenta, regia di Marino Girolami (1975)
- Italia a mano armata, regia di Marino Girolami (1976)
- Napoli violenta, regia di Umberto Lenzi (1976)
- Roma, l'altra faccia della violenza, regia di Marino Girolami (1976)
- Una Magnum Special per Tony Saitta, regia di Alberto De Martino (1976)
- Napoli spara!, regia di Mario Caiano (1977)
- Io sto con gli ippopotami, regia di Italo Zingarelli (1979)
- Da Corleone a Brooklyn, regia di Umberto Lenzi (1979)
- Sbirro, la tua legge è lenta... la mia... no!, regia di Stelvio Massi (1979)
- La casa sperduta nel parco, regia di Ruggero Deodato (1980)
- Pierino contro tutti, regia di Marino Girolami (1981)
- L'ultimo squalo, regia di Enzo G. Castellari (1981)
- I camionisti, regia di Flavio Mogherini (1982)
- Lo squartatore di New York, regia di Lucio Fulci (1982)
- Pierino colpisce ancora, regia di Marino Girolami (1982)
- I predatori di Atlantide, regia di Ruggero Deodato (1983)
- Cane arrabbiato, regia di Fabrizio De Angelis (1984)
- Nudo e crudele, regia di Bitto Albertini - documentario (1984)
- Murderock - Uccide a passo di danza, regia di Lucio Fulci (1984)
- 7, Hyden Park - La casa maledetta, regia di Alberto De Martino (1985)
- Miami Golem, regia di Alberto De Martino (1985)
- Sensi, regia di Gabriele Lavia (1986)
- Cobra Mission, regia di Fabrizio De Angelis (1986)
- Cobra Mission 2, regia di Camillo Teti (1988)
- Un delitto poco comune, regia di Ruggero Deodato (1988)
- Mal d'Africa, regia di Sergio Martino (1990)
- Panama Sugar, regia di Marcello Avallone (1990)
- Fuga da Kayenta, regia di Fabrizio De Angelis (1991)
- L'ultima meta, regia di Fabrizio De Angelis (1991)

### Televisione
- La dolce casa degli orrori, regia di Lucio Fulci – film TV (1989)
- La storia spezzata – serie TV (1990)
- La moglie nella cornice – serie TV (1991)
- Il prezzo della vita, regia di Stefano Reali – miniserie TV (1995)
- Addio e ritorno, regia di Rodolfo Roberti – film TV (1996)
- Incantesimo 2 – serie TV (1999)